# Fissidens hookerioides
Fissidens hookerioides är en bladmossart som beskrevs av Maurice Bizot och Onraedt in Bizot 1976. Fissidens hookerioides ingår i släktet fickmossor, och familjen Fissidentaceae. Inga underarter finns listade i Catalogue of Life.